# Armin Laschet
Armin Laschet (ur. 18 lutego 1961 w Akwizgranie) – niemiecki polityk, dziennikarz, deputowany do Bundestagu, w latach 1999–2005 poseł do Parlamentu Europejskiego V i VI kadencji, minister w rządzie regionalnym, w latach 2017–2021 premier Nadrenii Północnej-Westfalii, od 2021 do 2022 przewodniczący Unii Chrześcijańsko-Demokratycznej. Kandydat koalicji CDU/CSU na kanclerza w wyborach w 2021.

## Życiorys

### Młodość, wykształcenie i działalność zawodowa
Urodził się w niemieckojęzycznej i katolickiej rodzinie pochodzącej z Walonii. Jego dziadek Hubert Laschet przeprowadził się około 1920 z miejscowości Haine-Saint-Pierre (włączonej później w skład belgijskiego miasta La Louvière) do Hergenrath, a następnie do Akwizgranu.
Studiował prawo i nauki polityczne na uniwersytetach w Bonn i Monachium. W 1987 zdał państwowy egzamin prawniczy pierwszego stopnia, pracował następnie w zawodzie dziennikarza, współpracując z bawarskimi mediami. Od 1995 zatrudniony w spółkach prawa handlowego.

### Działalność polityczna do 2017
W 1979 wstąpił do Unii Chrześcijańsko-Demokratycznej. W 1991 został wiceprezesem tej partii w Akwizgranie, wchodził także w skład władz powiatowych CDU. Pracował w zespołach roboczych dwojga przewodniczących Bundestagu – Philippa Jenningera i Rity Süssmuth. Od 1989 do 2004 był radnym miejskim, w latach 1994–1998 zasiadał w Bundestagu.
W 1999 z listy CDU po raz pierwszy uzyskał mandat deputowanego do Parlamentu Europejskiego. W wyborach w 2004 z powodzeniem ubiegał się o reelekcję. Był m.in. członkiem grupy chadeckiej, pracował m.in. w Komisji Gospodarczej i Monetarnej.
W 2005 odszedł z PE w związku z objęciem stanowiska ministra ds. pokoleń, rodziny, kobiet i integracji w rządzie kraju związkowego Nadrenia Północna-Westfalia. Funkcję tę pełnił do 2010, w tym samym roku został posłem do landtagu NRW, utrzymując mandat w kolejnych wyborach. W 2012 stanął na czele struktur Unii Chrześcijańsko-Demokratycznej w tym kraju związkowym, a także został wiceprzewodniczącym federalnych struktur CDU.

### Działalność polityczna od 2017
W 2017 kierowani przez niego chadecy zwyciężyli w wyborach do landtagu, uzyskując wraz z Wolną Partią Demokratyczną większość w tym parlamencie. 27 czerwca 2017 Armin Laschet objął urząd premiera Nadrenii Północnej-Westfalii.
Wystartował w wyborach na przewodniczącego CDU, które rozpisano po rezygnacji Annegret Kramp-Karrenbauer. Uzyskał wsparcie m.in. ministra zdrowia Jensa Spahna, który w 2018 bez powodzenia ubiegał się o przywództwo w partii. W styczniu 2021 w drugiej turze głosowania pokonał Friedricha Merza, obejmując następnie przywództwo w partii.
W kwietniu został kandydatem całej chadecji na kanclerza. Konkurował o tę nominację z Markusem Söderem, premierem Bawarii i liderem siostrzanej partii CSU. W wyborach z września 2021 chadecja zajęła drugie miejsce za socjaldemokratami, Armin Laschet został wówczas wybrany do Bundestagu.
W październiku 2021 na funkcji przewodniczącego CDU w NRW zastąpił go Hendrik Wüst. W tym samym miesiącu polityk ustąpił ze stanowiska premiera tego kraju związkowego. Odszedł także z funkcji przewodniczącego CDU, którą kierował do stycznia 2022. Z powodzeniem ubiegał się o poselską reelekcję w wyborach w 2025.

## Życie prywatne
Jest żonaty z Susanne Laschet, ma troje dzieci. Członek Centralnego Komitetu Niemieckich Katolików.

## Odznaczenia
- Order Zasługi Nadrenii Północnej-Westfalii (z urzędu, 2017)